# Ornolac-Ussat-les-Bains
Ornolac-Ussat-les-Bains (occitano Ornolac e Ussat) es una localidad y comuna francesa en la región de Mediodía-Pirineos, departamento francés del Ariège, en el distrito de Foix. Situada en los Pirineos franceses, a poca distancia de la localidad de Tarascón, en la orilla del río Ariège. 
A sus habitantes se le denomina por el gentilicio Ornolacois.

## Demografía
| 242 | 236 | 243 | 226 | 215 | 221 |
| Para los censos de 1962 a 1999 la población legal corresponde a la población sin duplicidades (Fuente: INSEE [Consultar]) |     |     |     |     |     |

## Lugares de interés
- Es una importante villa termal.
- Gruta de Lombrives